# Камень Фаль

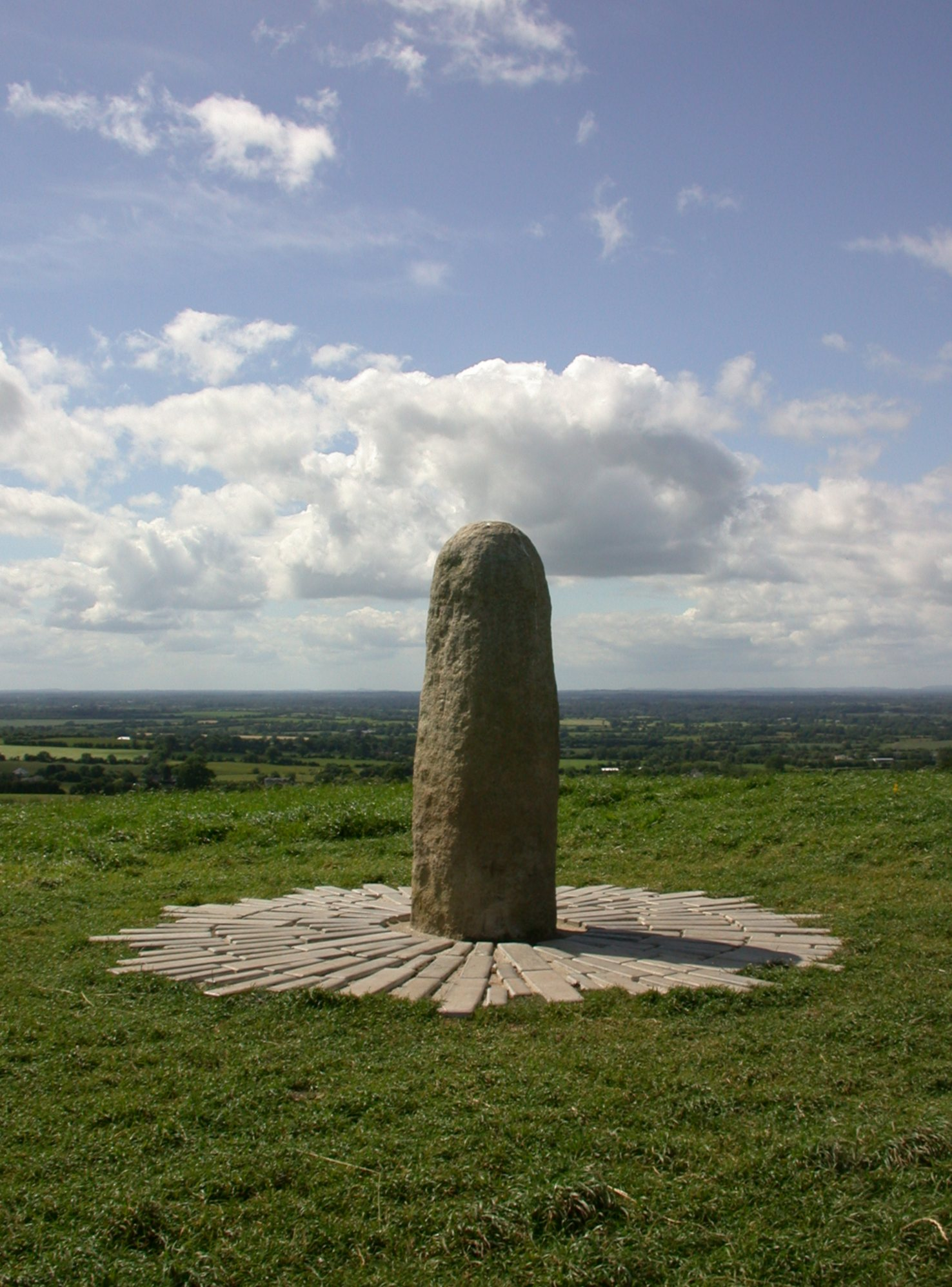

Камень Фаль (Лиа Фаил, Камень судьбы, ирл. Lia Fáil, [ˌlʲiːə ˈfɔːlʲ] — «светлый», «сверкающий», «изобилие», «знание») — один из четырёх даров племён богини Дану, принесённый из Фалиаса и установленный в Таре, известный тем, что он вскрикивал под Верховными королями Ирландии. Саму Ирландию называли Долиной Фаль или просто Фаль из-за него.
Традиционные сказания гласят, что камень был расколот Кухулином, после чего вскрикнул вновь лишь под Конном Ста Битв (II век).
Согласно М. Элиаде, необработанный камень символизировал хаос, а крик при вступлении короля — сопротивление этого хаоса процессу упорядочивания.

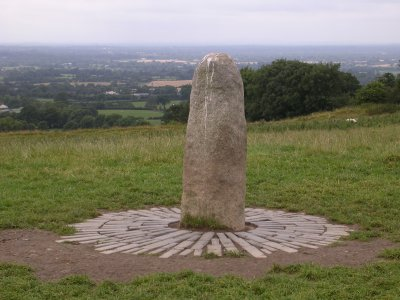
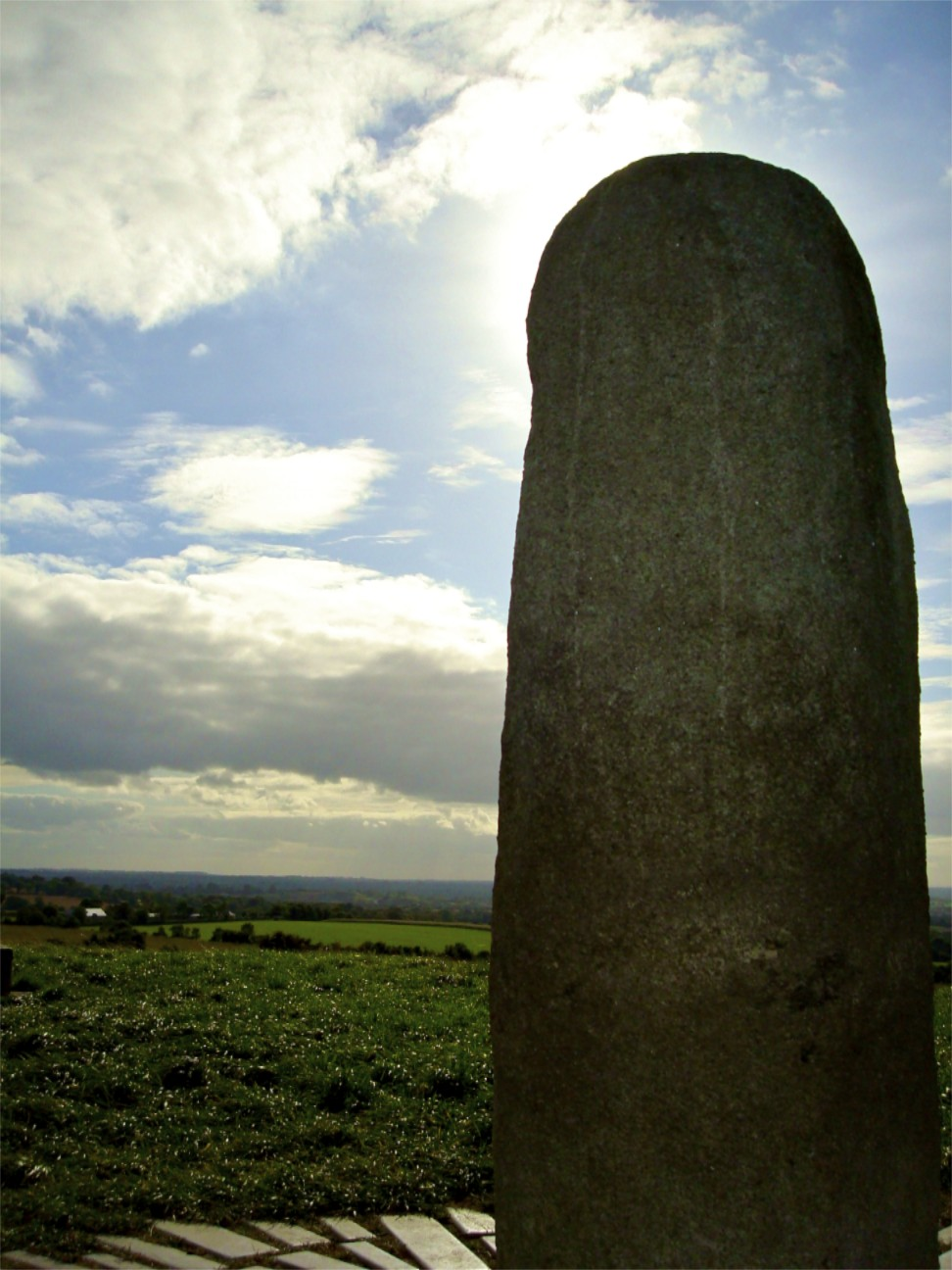
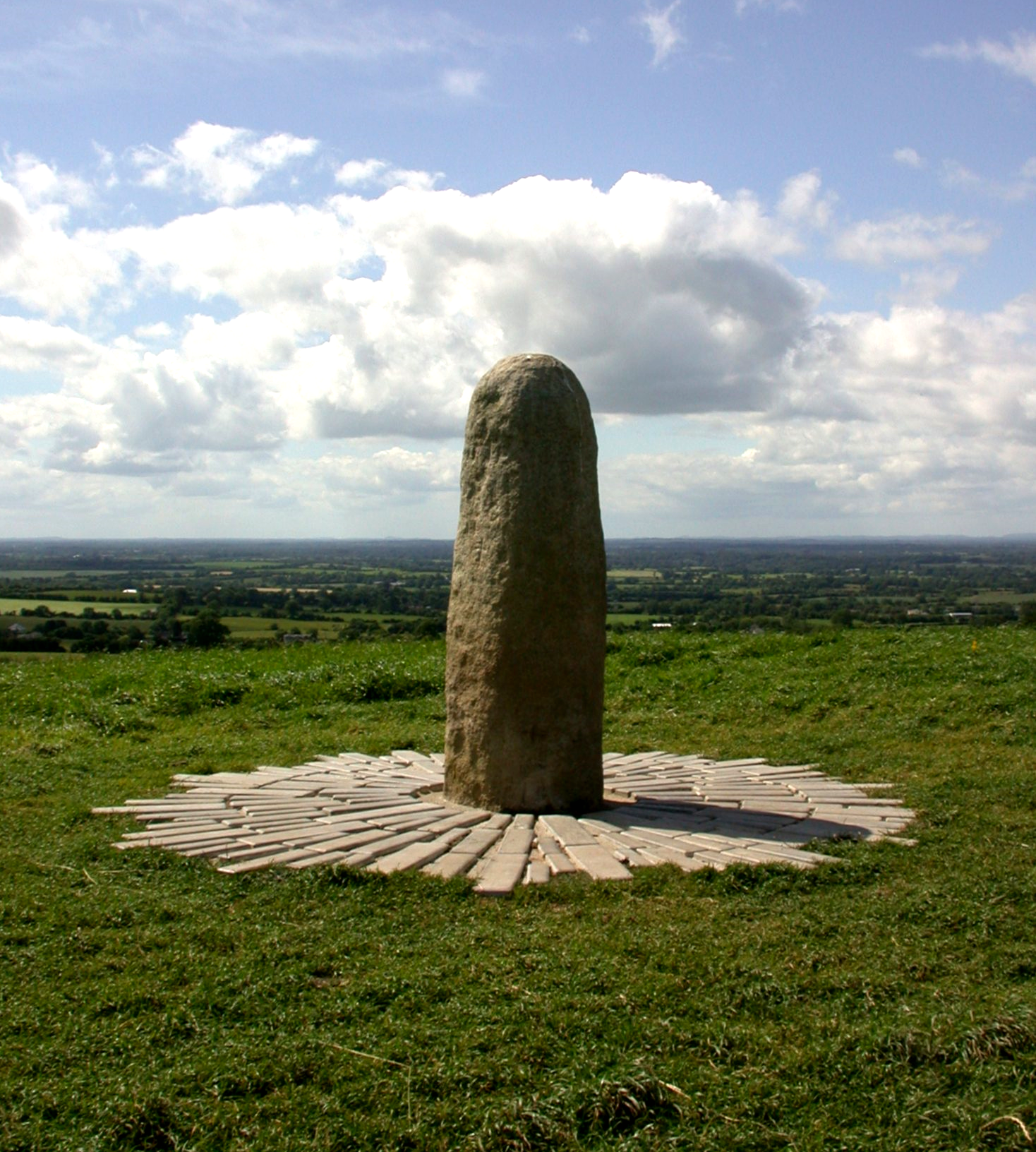
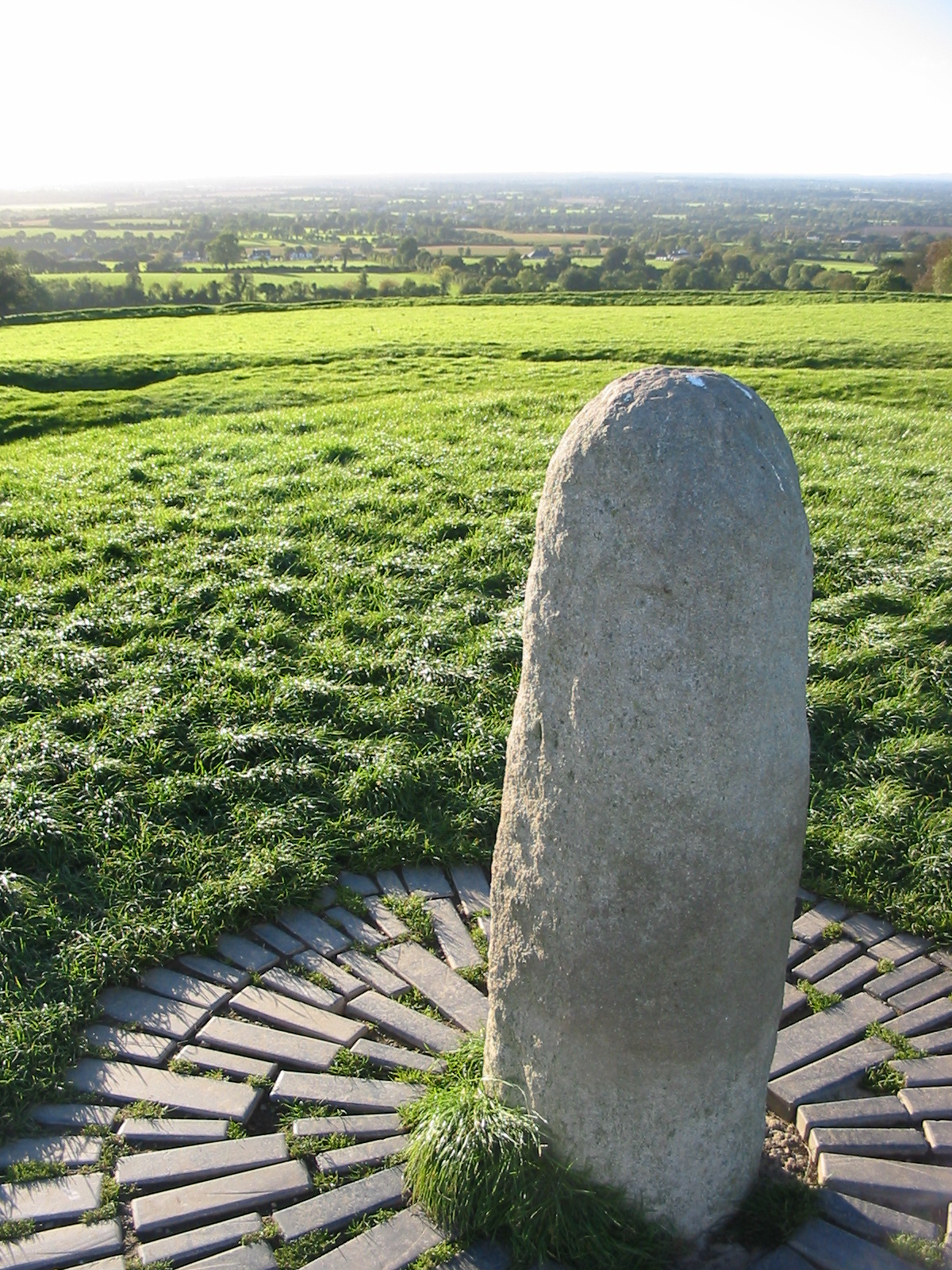
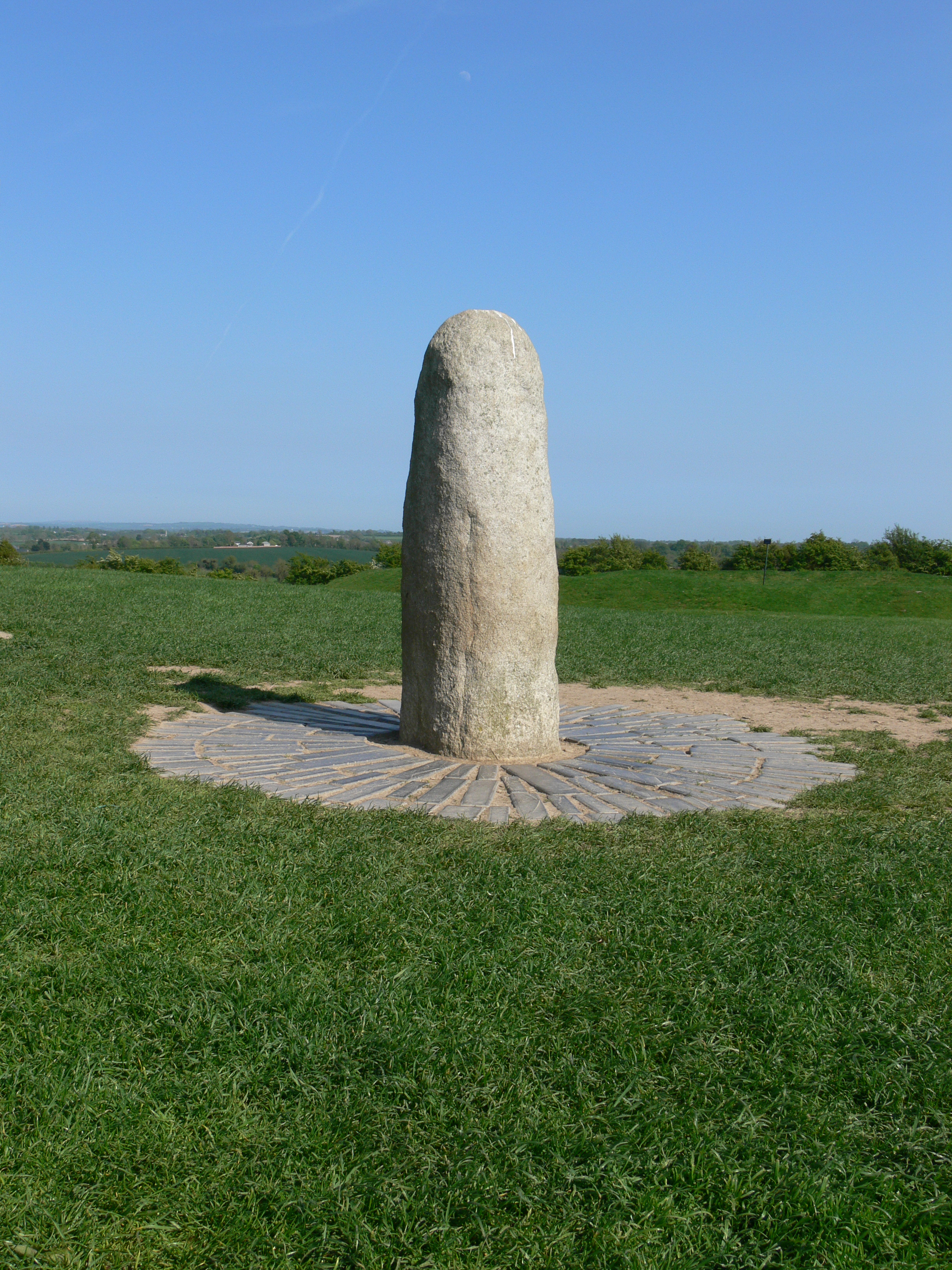